# Bridget Goodwin
Bridget Goodwin, född okänt år, död 1899, var en nyzeeländsk guldbrytare. Hon är känd under diverse smeknamn som 'Little Biddy', 'Biddy of the Buller', och 'Biddy the Fossicker'.  
Hon föddes på Irland, men hennes tidiga liv är okänt och födelsedatumet skiftar från 1802 till 1827: hon uppges också ha varit analfabet. Hon emigrerade till Australien, där hon blev guldbrytare. På 1860-talet anlände hon till Nya Zeeland för att leta guld tillsammans med sina två män, med vilka hon levde i ett polygamt förhållande. Trots att hon beskrivs som en kort och ömtåligt byggd, arbetade hon personligen i den hårda guldletarbranschen, som då var mycket fysiskt påfrestande. Hon ska också ha varit respektingivande som person, och det påpekas att det var hon som övervakade och organiserade arbetet och att hennes män accepterade henne som arbetsledare. De lyckades aldrig bli rika på sin inmutning, men kunde försörja sig på den, och använde överskottet till spritkonsumtion.  
Goodwin blev en legendarisk nybyggarkaraktär från guldrusheran och föremål för många myter och legender, och historiker har därför haft svårt att urskilja vad som var sant och vad som var fakta om hennes liv. 